# فرنی-ولتر
فرنی-ولتر (به فرانسوی: Ferney-Voltaire) یک کمون در کشور فرانسه است که در Canton of Ferney-Voltaire واقع شده‌است.

## خصوصیات
فرنی-ولتر ۴٫۷۸ کیلومترمربع مساحت و ۹٬۲۵۰ نفر جمعیت دارد و ۴۲۳ متر بالاتر از سطح دریا واقع شده‌است.